# متنزه ميرليون

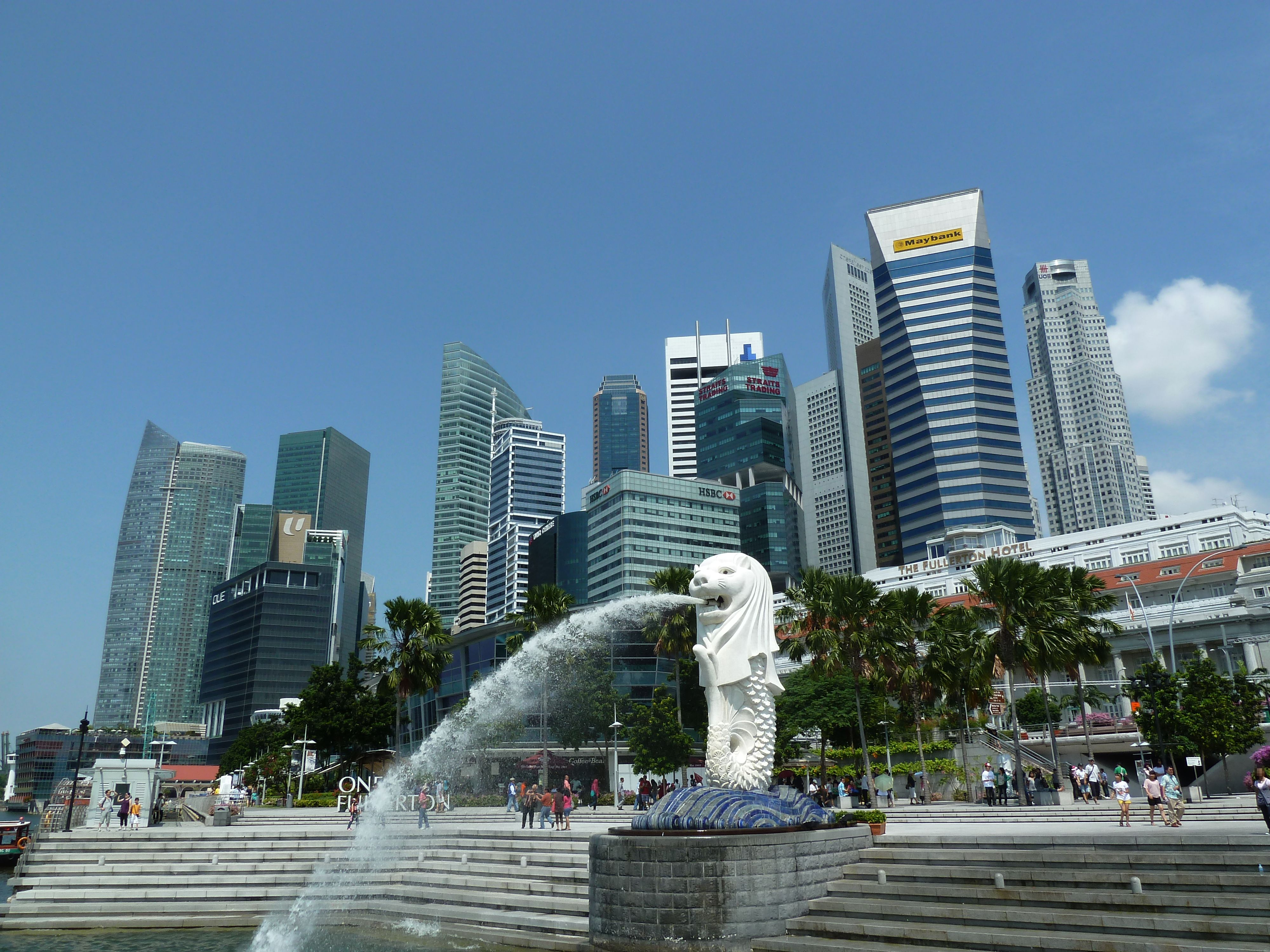

متنزه ميرليون (بالإنجليزية: Merlion Park)‏ و (بالصينية: 鱼尾狮公园) هو متنزه ومقصد سياحي يقع بالقرب من فندق فولرتون في سنغافورة بالقرب من منطقة الأعمال المركزية، يتواجد في المتنزه تمثال نافورة لأسد بجسم سمكة وألذي يمثل الرمز الوطني لسنغافورة ويبلغ طول التمثال 8.6 متر.